# 크리스토프 라이트게프
크리스토프 라이트게프(독일어: Christoph Leitgeb, 1985년 4월 14일 ~, 슈타이어마르크 주 그라츠)는 오스트리아의 전직 프로 축구 선수로, 현역 시절 미드필더로 활약했다. 라이트게프는 국가대항전에서 자국을 대표로 41번의 경기에 출전했고, 유로 2008에 참가했다.

## 클럽 경력
그라츠 출신인 라이트게프는 슈투름 그라츠의 유소년부를 졸업했는데, 2군 소속으로 2년을 보내고 2005-06 시즌에 1군으로 승격했다. 라이트게프는 1군에서 2년을 보낸 뒤 전국 무대 경쟁 구단인 레드 불 잘츠부르크로 2007년 여름에 €1.7M의 이적료로 둥지를 옮겼다. 2020년 8월 4일, 라이트게프는 자신의 은퇴를 선언했다.

## 국가대표팀 경력
2006년 5월 23일, 라이트게프는 크로아티아를 상대로 오스트리아 국가대표팀 신고식을 치렀고, 유로 2008에 참가해 자국이 참가한 3경기 중 2경기에 출전했다.

## 경력 통계
2018년 5월 7일 기준
| 구단               | 시즌      | 리그       | 리그 | 리그 | 컵   | 컵 | 대륙 | 대륙 | 합계 | 합계 |
| 구단               | 시즌      | 리그명     | 출장 | 골   | 출장 | 골 | 출장 | 골   | 출장 | 골   |
| ------------------ | --------- | ---------- | ---- | ---- | ---- | -- | ---- | ---- | ---- | ---- |
| 슈투름 그라츠      | 2005–06   | 분데스리가 | 20   | 1    | 1    | 0  | —    | —    | 21   | 1    |
| 슈투름 그라츠      | 2006–07   | 분데스리가 | 34   | 4    | 0    | 0  | —    | —    | 34   | 4    |
| 슈투름 그라츠      | 합계      | 합계       | 54   | 5    | 1    | 0  | —    | —    | 55   | 5    |
| 레드 불 잘츠부르크 | 2007–08   | 분데스리가 | 31   | 4    | —    | —  | 6    | 0    | 37   | 4    |
| 레드 불 잘츠부르크 | 2008–09   | 분데스리가 | 16   | 0    | 1    | 0  | 3    | 0    | 20   | 0    |
| 레드 불 잘츠부르크 | 2009–10   | 분데스리가 | 33   | 5    | 1    | 0  | 14   | 0    | 48   | 5    |
| 레드 불 잘츠부르크 | 2010–11   | 분데스리가 | 36   | 1    | 1    | 0  | 11   | 0    | 48   | 1    |
| 레드 불 잘츠부르크 | 2011–12   | 분데스리가 | 23   | 2    | 3    | 0  | 8    | 0    | 34   | 2    |
| 레드 불 잘츠부르크 | 2012–13   | 분데스리가 | 22   | 4    | 3    | 0  | 2    | 0    | 27   | 4    |
| 레드 불 잘츠부르크 | 2013–14   | 분데스리가 | 22   | 1    | 5    | 0  | 9    | 0    | 36   | 1    |
| 레드 불 잘츠부르크 | 2014–15   | 분데스리가 | 18   | 0    | 3    | 1  | 10   | 0    | 31   | 1    |
| 레드 불 잘츠부르크 | 2015–16   | 분데스리가 | 3    | 0    | 0    | 0  | 4    | 0    | 7    | 0    |
| 레드 불 잘츠부르크 | 2016–17   | 분데스리가 | 8    | 0    | 3    | 0  | 0    | 0    | 11   | 0    |
| 레드 불 잘츠부르크 | 2017–18   | 분데스리가 | 11   | 0    | 2    | 0  | 3    | 0    | 16   | 0    |
| 레드 불 잘츠부르크 | 합계      | 합계       | 223  | 17   | 22   | 1  | 70   | 0    | 315  | 18   |
| 경력 합계          | 경력 합계 | 경력 합계  | 277  | 22   | 23   | 1  | 70   | 0    | 370  | 23   |
| 출처:              |           |            |      |      |      |    |      |      |      |      |

## 수상
레드 불 잘츠부르크
- 오스트리아 분데스리가: 2008–09, 2009–10, 2011–12, 2013–14, 2014–15, 2015–16
- ÖFB 컵: 2011–12, 2013–14, 2014–15, 2015–16